# 帕尔菲奥诺沃市镇
帕尔菲奥诺沃市镇（俄语：Парфёновское муниципальное образование）是俄罗斯联邦伊尔库茨克州切列姆霍沃区所属的一个市镇。其下辖有个居民点，行政中心为帕尔菲奥诺沃。据2016年统计，该市镇的人口为2010人。